# Nhóm biến đổi Lorentz

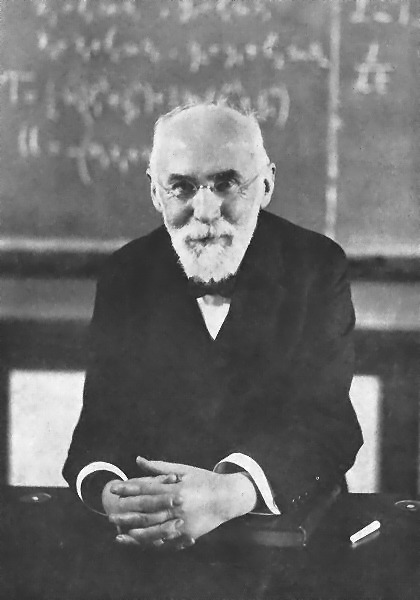
Hendrik Antoon Lorentz (1853 bóng1928), sau đó nhóm Lorentz được đặt tên.

Trong vật lý và toán học, nhóm Lorentz là nhóm của tất cả các phép biến đổi Lorentz của không thời gian Minkowski cho tất cả các hiện tượng vật lý (không tính tới lực hấp dẫn). Nhóm Lorentz được đặt theo tên của nhà vật lý người Hà Lan Hendrik Lorentz.
Ví dụ, các định luật, phương trình và lý thuyết sau đây tôn trọng tính đối xứng Lorentz:
- Các định luật động học của thuyết tương đối
- Các phương trình trường Maxwell trong lý thuyết điện từ
- Phương trình Dirac trong lý thuyết electron
- Mô hình chuẩn của vật lý hạt

Nhóm Lorentz thể hiện sự đối xứng cơ bản của không gian và thời gian của tất cả các định luật cơ bản đã biết của tự nhiên. Trong thuyết tương đối rộng, với các biến đổi không thời gian đủ nhỏ trong đó vai trò của tương tác hấp dẫn là không đáng kể, các định luật vật lý là bất biến Lorentz  tương tự như trong thuyết tương đối hẹp.

## Các tính chất cơ bản
Nhóm Lorentz là một nhóm con của nhóm Poincaré- nhóm của tất cả isometries của không gian Minkowski. Các phép biến đổi Lorentz, chính xác, là  isometries cố định i gốc tọa độ. Do đó, nhóm Lorentz là một nhóm con đẳng hướng của nhóm không gian Minkowski. Vì lý do này, nhóm Lorentz đôi khi được gọi là nhóm Lorentz đồng nhất trong khi nhóm Poincaré đôi khi được gọi là nhóm Lorentz không đồng nhất. Các phép biến đổi Lorentz là các ví dụ về phép biến đổi tuyến tính; hình học chung của không thời gian chồn là những biến đổi affine. Về mặt toán học, nhóm Lorentz có thể được mô tả như là là nhóm trực giao tổng quát O (1,3), nhóm Lie ma trận bảo tồn dạng bậc hai
{\displaystyle (t,x,y,z)\mapsto t^{2}-x^{2}-y^{2}-z^{2}}
trên R 4. Dạng bậc hai này, khi được đặt ở dạng ma trận (xem nhóm trực giao cổ điển), được giải thích trong vật lý như là tensor matric của không thời gian Minkowski.
Nhóm Lorentz là nhóm Lie thực sáu chiều không compact, không abelian và không kết nối. Bốn thành phần được kết nối không chỉ đơn giản là kết nối. Thành phần nhận dạng (nghĩa là thành phần chứa đơn vị nhận dạng) của nhóm Lorentz tự nó là một nhóm và thường được gọi là nhóm Lorentz bị hạn chế và được ký hiệu là SO + (1,3). Các nhóm Lorentz hạn chế bao gồm những biến đổi Lorentz mà giữ gìn tính định hướng không gian và định hướng thời gian, và nó có thể được mô tả bằng biquaternions. Nhóm cơ bản của nó có thứ tự 2, và vỏ bọc phổ quát của nó, nhóm spin không xác định Spin (1,3), hóa ra là đẳng cấu với nhóm tuyến tính đặc biệt SL (2, C).
Nhóm Lorentz bị hạn chế phát sinh theo những cách khác trong toán học thuần túy. Ví dụ, nó phát sinh như là nhóm đối xứng điểm của một phương trình vi phân nhất định. Điều này cũng có nhiều ý nghĩa vật lý.

### Các thành phần được kết nối

nón ánh sáng trong không gian 2D cộng với chiều thời gian.

Bởi vì nó là một nhóm Lie, nhóm Lorentz O (1,3) vừa là một nhóm vừa thừa nhận một mô tả tô pô là một đa tạp trơn, nó có bốn thành phần kết nối. Theo trực giác, điều này có nghĩa là nó bao gồm bốn mảnh tách rời về mặt tôpô.
Bốn thành phần được kết nối có thể được phân loại theo hai thuộc tính biến đổi mà các thành phần của nó có:
- một số phần tử được đảo ngược theo các phép biến đổi Lorentz đảo ngược thời gian, ví dụ, một vectơ thời gian tương lai sẽ được đảo ngược thành một vectơ chỉ hướng quá khứ
- một số thành phần có định hướng bị đảo ngược bởi các phép biến đổi Lorentz improper, ví dụ, một số vierbein (tetrads)

Biến đổi Lorentz mà giữ gìn hướng của thời gian được gọi là orthochronous Nhóm con của các phép biến đổi trực giao thường được ký hiệu là O + (1,3). Phép biến đổi bảo toàn sự định hướng được gọi là proper và như các phép biến đổi tuyến tính, chúng có det +1. (Các phép biến đổi Lorentz improper có định thức −1). Nhóm con của các phép biến đổi Lorentz proper được ký hiệu là SO (1,3).
Nhóm con của tất cả các phép biến đổi Lorentz bảo toàn cả định hướng và hướng thời gian được gọi là nhóm Lorentz proper, trực giao hoặc nhóm Lorentz bị hạn chế và được ký hiệu là SO + (1, 3). (Lưu ý rằng một số tác giả đề cập đến SO (1,3) hoặc thậm chí O (1,3) khi chúng thực sự có nghĩa là SO + (1, 3).)
Tập hợp của bốn thành phần được kết nối có thể được cung cấp một cấu trúc nhóm là nhóm thương số O (1,3) / SO + (1,3), là đẳng cấu của nhóm Klein 4 chiều. Mọi phần tử trong O (1,3) có thể được viết dưới dạng thành phẩm semidirect của một phép biến đổi proper, trực giao và một phần tử của nhóm rời rạc
{1, P, T, PT }
Trong đó P và T là toán tử đảo ngược không gian và toán tử đảo ngược thời gian:
P = diag (1, 1, 1, 1)
T = diag (1, 1, 1, 1).
Do đó, một phép biến đổi Lorentz tùy ý có thể được chỉ định là một phép biến đổi Lorentz proper, trực giao cùng với hai bit thông tin khác, chọn ra một trong bốn thành phần được kết nối. Mô hình này là nhóm điển hình của một nhóm Lie hữu hạn chiều.

## Nhóm Lorentz hạn chế
Nhóm Lorentz hạn chế là thành phần nhận dạng của nhóm Lorentz, có nghĩa là nó bao gồm tất cả các phép biến đổi Lorentz có thể được kết nối với thành phần đơn vị bằng một đường cong liên tục nằm trong nhóm. Nhóm Lorentz bị hạn chế là một nhóm con bình thường được kết nối của nhóm Lorentz đầy đủ có cùng số chiều, trong trường hợp này có chiều thứ sáu.
Nhóm Lorentz bị hạn chế được tạo ra bởi các phép quay không gian thông thường và  Lorentz boost  (được hiểu là một không gian hyperbol bao gồm chiều giống thời gian ). Vì mỗi phép biến đổi Lorentz proper, orthochronos có thể được viết như một sản phẩm của phép quay (được chỉ định bởi 3 tham số thực) và boost (cũng được chỉ định bởi 3 tham số thực), phải mất 6 tham số thực để chỉ định phép biến đổi Lorentz chỉnh hình tùy ý. Đây là một cách để hiểu tại sao nhóm Lorentz bị hạn chế là sáu chiều. (Xem thêm đại số Lie của nhóm Lorentz.)
Tập hợp tất cả các phép quay tạo thành một nhóm con Lie đồng hình với nhóm quay thông thường SO (3). Tuy nhiên, tập hợp tất cả các mức tăng không tạo thành một nhóm con, vì việc tổng hợp hai mức tăng không nói chung, không dẫn đến một mức tăng khác. (Thay vào đó, một cặp tăng không phải giả tuyến tính tương đương với boost và xoay, điều này liên quan đến  phép xoay Thomas.) Boost theo một số hướng, hoặc xoay quanh một số trục, tạo ra một nhóm con một tham số.

### Siêu bề mặt
Nếu một nhóm G tác động lên một không gian V, thì một bề mặt S ⊂ V là một bề mặt siêu việt nếu S là bất biến dưới G, tức là ∀g ∈ G, ∀s ∈ S: gs ∈ S và với hai điểm s1, s2 ∈ S bất kỳ s1, s2 ∈ S có một g ∈ G sao cho gs1 = s2. Theo định nghĩa của nhóm Lorentz, nó bảo tồn dạng bậc hai
{\displaystyle Q(x)=x_{0}^{2}-x_{1}^{2}-x_{2}^{2}-x_{3}^{2}.}
Các bề mặt siêu việt của nhóm Lorentz trực giao O+(1, 3), Q(x) = const. của không thời gian như sau:
- Q(x) > 0, x0 > 0 là nhánh trên của một hyperboloid gồm hai mặt.
- Q(x) > 0, x0 < 0 là nhánh dưới của hyperboloid này.
- Q(x) = 0, x0 > 0 là nhánh trên của hình nón ánh sáng.
- Q(x) = 0, x0 < 0 là nhánh dưới của hình nón ánh sáng.
- Q(x) < 0 là một hyperboloid của một mặt.
- Gốc tọa độ x0 = x1 = x2 = x3 = 0.

Các bề mặt này là 3-chiều, vì vậy bức tranh này là không trung thực, nhưng chúng trung thành với sự thật tương ứng về O+(1, 2). Đối với nhóm Lorentz đầy đủ, các bề mặt siêu việt chỉ có bốn kể từ khi phép biến đổi T lấy một nhánh trên của một hyperboloid (hình nón) thành một lớp thấp hơn và ngược lại.
Những quan sát này tạo thành một điểm khởi đầu tốt để tìm tất cả các biểu diễn unitary vô hạn của nhóm Lorentz, trên thực tế, của nhóm Poincaré, sử dụng phương pháp biểu diễn cảm ứng. Người ta bắt đầu với một "vectơ tiêu chuẩn", một cho mỗi bề mặt siêu việt, và sau đó đòi hỏi nhóm con bảo tồn các vectơ này. Các nhóm nhỏ này được các nhà vật lý gọi là nhóm nhỏ. Vấn đề sau đó về cơ bản được giảm xuống thành vấn đề dễ dàng hơn trong việc tìm kiếm các đại diện của các nhóm nhỏ. Ví dụ, một vectơ tiêu chuẩn trong một trong các hyperbol của hai mặt có thể được chọn phù hợp là (m, 0, 0, 0). Với mỗi m ≠ 0, vectơ xuyên qua chính xác một mặt. Trong trường hợp này, nhóm nhỏ là SO(3), nhóm xoay vòng, tất cả các đại diện của chúng đều được biết đến. Biểu diễn đơn nhất vô hạn chiều chính xác theo đó một hạt biến đổi là một phần của phân loại của nó. Không phải tất cả các đại diện có thể tương ứng với các hạt vật lý (theo như được biết). Các vectơ tiêu chuẩn trên các hyperbol một tấm sẽ tương ứng với tachyons. Các hạt trên hình nón ánh sáng là photon, và giả thuyết hơn là graviton. "Hạt" tương ứng với gốc tọa độ là chân không.

### Liên quan đến nhóm Mobius
Nhóm Lorentz bị hạn chế SO + (1, 3) là đẳng cấu với nhóm tuyến tính đặc biệt PSL (2, C), lần lượt, đẳng cấu với nhóm Möbius, nhóm đối xứng của hình học phù hợp trên hình cầu Riemann. (Quan sát này được sử dụng bởi Roger Penrose như là điểm khởi đầu của lý thuyết xoắn.)
Điều này có thể được thể hiện bằng cách xây dựng một phép đồng hình giả định của các nhóm Lie từ SL (2, C) đến SO + (1,3), được đặt tên là ánh xạ <b id="mw3g">spinor</b>. Nó tiến hành như sau.
Người ta có thể định nghĩa một tác động của SL (2, C) lên không thời gian của Minkowski bằng cách viết một điểm không thời gian dưới dạng ma trận Hermiti hai nhân hai dưới dạng
{\displaystyle X={\begin{bmatrix}t+z&x-iy\\x+iy&t-z\end{bmatrix}}=t1\!\!1+x\sigma _{x}+y\sigma _{y}+z\sigma _{z},}
về theo sô hạng của ma trận Pauli. Biểu diễn này (Weyl) này thỏa mãn
{\displaystyle \det \,X=t^{2}-x^{2}-y^{2}-z^{2}.}
Do đó, người ta đã xác định không gian của ma trận Hermiti (là bốn chiều, như một không gian vectơ thực) với không thời gian Minkowski, theo cách mà yếu tố quyết định của ma trận Hermiti là độ dài bình phương của vectơ tương ứng trong không thời gian chồn. SL (2, C) hoạt động trên không gian của ma trận Hermiti thông qua
{\displaystyle X\mapsto PXP^{*}~,}
Trong đó P * là chuyển vị Hermiti của P và hành động này bảo toàn yếu tố quyết định.
Do đó, SL (2, C) hoạt động trên không thời gian Minkowski theo các hình học (tuyến tính). Điều này xác định một bản đồ từ SL (2, C) đến nhóm Lorentz SO + (1,3) và bản đồ rõ ràng là một sự đồng hình. Đây là bản đồ spinor.
Hạt nhân của ánh xạ spinor là nhóm con hai phần tử ± I và điều đó xảy ra là bản đồ là tính từ. Theo định lý đẳng cấu đầu tiên, nhóm thương số PSL (2, C) = SL (2, C) / {± I } là đẳng cấu với SO + (1,3).

#### Sự xuất hiện của bầu trời đêm
Đẳng cấu này có hậu quả mà Mobius biến đổi của Riemann hình cầu đại diện cho cách mà biến đổi Lorentz thay đổi sự xuất hiện của bầu trời đêm, như thể hiện bởi một người quan sát người đang vận động tại tương đối vận tốc tương đối so với "sao cố định".
Tập hợp bội vô hướng thực của vectơ null này, được gọi là dòng null qua gốc, biểu thị một đường ngắm từ một người quan sát tại một địa điểm và thời gian cụ thể (một sự kiện tùy ý mà chúng ta có thể xác định được với nguồn gốc của không thời gian Minkowski) ở xa các đối tượng, chẳng hạn như các ngôi sao. Sau đó, các điểm của thiên cầu (tương đương, đường ngắm) được xác định với các ma trận Hermiti nhất định.